# David Qimhí
David Qimhí - דוד קמחי - també transcrit com Kimchi o Kimhi altrament conegut per l'acrònim hebreu RaDaK - רד"ק - (Girona o Narbona, 1160 – 1235)) va ser un rabí medieval, comentarista bíblic, filòsof i gramàtic resident a Narbona entre 1190 i 1232. Era fill del rabí Joseph Qimhí i el germà del rabí Moses Qimhí, els dos eren comentaristes bíblics i gramàtics. Totes les obres de la família Qimhí van ser guardades per la família Yahya de Lisboa, Portugal. David Qimhí és conegut principalment pels seus comentaris del llibre Neviïm. També va escriure comentaris dels llibres del Gènesi, Salms i Cròniques. Les seves obres es focalitzen en la llengua, el nikkud (vocalització), la tradició rabínica de la lectura, la gramàtica, i el significat literal de les paraules.